# Pečeno
Pečeno (cyr. Печено) – wieś w Serbii, w okręgu pczyńskim, w gminie Preševo. W 2002 roku liczyła 125 mieszkańców.